# Kontraktstyring
|  | Relevans? Det står ikke klart, hvorfor denne artikel er relevant i Wikipedia. Dette spørgsmål bør diskuteres. |

 Der er for få eller ingen kildehenvisninger i denne artikel, hvilket er et problem. Du kan hjælpe ved at angive troværdige kilder til de påstande, som fremføres i artiklen.

Kontraktstyring er en aktivitet som behandler en given kontrakt i hele dennes gyldighedsperiode. Gyldighedsperioden kan her beskrives fra kontraktens indgåelse og frem til enten fornyelse, ophør eller opsigelse.
En kontrakt er som udgangspunkt en samling af definitioner, betingelser og oplistning af forretningsbehov. Disse dele af kontrakten kan være knyttet til frister eller andre krav.
Kontraktstyringen som aktivitet rummer både juridiske kompetencer, tekniske kompetencer og kommunikative samt projektstyringsmæssige kompetencer.
Nordic School of Commerce and Contract Management (NSCCM) beskriver dette som følgende cit.: "Contract Management er en tværfaglig disciplin, der kræver faglige kompetencer samt sociale og kommunikative evner.  "
Et af hovedformålene med kontraktstyring er dermed opfølgning på relevante tidspunkter i relation til kontrakterne f.eks. for udløb eller fornyelse samt styring af bl.a. alle økonomiske forhold i kontrakten.
Kontraktstyring følger ofte kontraktens livscyklus.